# 2,3'-联苯酚
2,3'-联苯酚是一种有机化合物，化学式为C12H10O2。它可由3-碘苯酚和2-羟基苯硼酸，或2-碘苯酚和3-羟基苯硼酸在碳酸钾存在下、钯催化下反应制得。它和烯丙基溴、碳酸钾在丙酮中回流，可以得到2,3'-二(烯丙氧基)联苯。